# Pavlivka, Krînîcikî
Pavlivka (în ucraineană Павлівка) este un sat în comuna Katerînopil din raionul Krînîcikî, regiunea Dnipropetrovsk, Ucraina.

## Demografie
Componența lingvistică a localității Pavlivka
     Ucraineană (96,38%)
     Rusă (3,62%)
Conform recensământului din 2001, majoritatea populației localității Pavlivka era vorbitoare de ucraineană (96,38%), existând în minoritate și vorbitori de rusă (3,62%).